# 溫柔的歌
《溫柔的歌》，是日本樂團Mr.Children的第20張單曲。2001年8月22日發行。

## 簡介
主歌《溫柔的歌》被用作朝日飲料產品「WONDA」的廣告歌；副歌《花》是第11張單曲《花 -Mémento-Mori-》的再編版。
一般認為，《溫柔的歌》是Mr.Children歌曲風格的一個轉折點，之前的歌曲，大多數都是批判社會的暗黑面；而在此之後，則著重於追求醜陋世界中人性的光芒和美好。
總銷量為47.8萬張，是2001年度日本單曲銷量第34位。

## 收錄曲目
1. 溫柔的歌（優しい歌）
作詞、作曲：櫻井和壽；編曲：小林武史 & Mr.Children
朝日飲料「WONDA」的廣告歌
2. 花
作詞、作曲：櫻井和壽；編曲：小林武史 & Mr.Children

## 外部連結
- 唱片介紹 （页面存档备份，存于） Mr.Children官方網站